# Großes und Weißes Moor
Das Große und Weiße Moor ist ein Naturschutzgebiet in der niedersächsischen Stadt Rotenburg (Wümme) und den Gemeinden Kirchwalsede und Westerwalsede in der Samtgemeinde Bothel im Landkreis Rotenburg (Wümme).

## Allgemeines
Das Naturschutzgebiet mit dem Kennzeichen NSG LÜ 061 ist 654 Hektar groß. Der größere Teil des Gebietes bildet das 1999 ausgewiesene 438 Hektar große FFH-Gebiet „Großes und Weißes Moor“. Im Norden und Osten grenzt es an das Landschaftsschutzgebiet „Grafeler Holz, Hamerloh und Lintel“. Der rund 22 Hektar große Kernbereich des Naturschutzgebietes um die Kolke steht seit dem 15. September 1953 unter Schutz. 1975 wurde das Naturschutzgebiet auf circa 440 Hektar und zum 1. Januar 2009 nochmals um rund 200 Hektar auf seine jetzige Größe erweitert. Zuständige untere Naturschutzbehörde ist der Landkreis Rotenburg (Wümme).

## Beschreibung
Das Naturschutzgebiet liegt südlich von Rotenburg (Wümme) und nördlich von Kirchwalsede. Das unter Schutz stehende Hochmoorgebiet wurde zwar entwässert, um Teile landwirtschaftlich nutzbar zu machen, blieb aber bis auf wenige Handtorfstiche von Abtorfungen weitgehend verschont. Es zählt zu den am besten erhaltenen Hochmooren Nordwestdeutschlands. Der Hochmoorkomplex wird durch Wiedervernässung renaturiert.
Ein Teil des Hochmoores ist mit Moorwäldern bewachsen. Im Zentrum des Naturschutzgebietes befinden sich mehrere Kolke. In den Randbereichen sind u. a. überwiegend mit Kiefern bewachsene Waldflächen zu finden, im Norden und Westen befinden sich außerdem Grünlandflächen, die überwiegend extensiv bewirtschaftet werden. Im Nordosten liegt innerhalb des Naturschutzgebietes der Kleine Bullensee. Der etwas weiter südlich liegende Große Bullensee, der auch der Naherholung dient, liegt außerhalb der Schutzzone. Das Gebiet entwässert über mehrere Wasserzüge zum Ahauser Bach, einem Nebenfluss der Wümme.

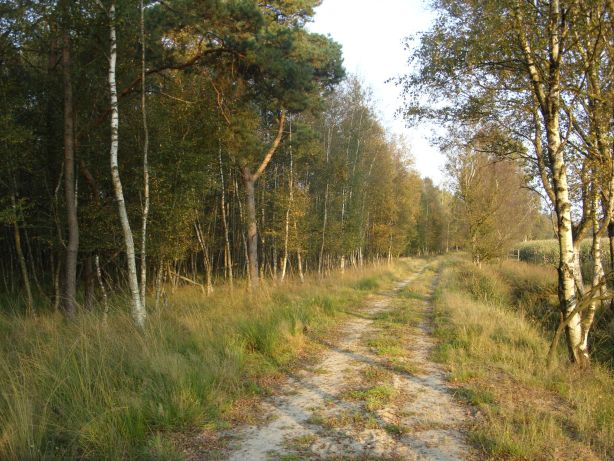
Wanderweg im Naturschutzgebiet

Durch das Naturschutzgebiet führen seit September 2010 mehrere Wanderwege, die alle als Rundwege angelegt sind. An mehreren Stellen sind Themenpavillons zu finden, in denen Informationen zum Lebensraum Moor gegeben werden. An einem der Wege befindet sich ein Aussichtsturm.
Im Südosten des Naturschutzgebiets befindet sich eine Moorerlebniszone mit einem Lehrpfad innerhalb des Naturschutzgebietes. Hier sind auf mehreren Tafeln und in Pavillons ebenfalls Informationen zum Lebensraum Moor zu finden.